# سعيد بن يزيد بن مسلمة الأزدي
سعيد بن يزيد بن مسلمة الأزدي الطاحي أبو مسلمة البصري القصير، تابعي، وراوي حديث نبوي من الثقات. روى له الجماعة أصحاب الكتب الستة.

## روايته للحديث النبوي
- روى عن: أنس بن مالك، والحسن البصري، وشقيق بْن ثور، وأبي قلابة الجرمي، وعبد الله بْن غَالِب الحداني، وعبد العزيز بْن أسيد الطاحي، وعكرمة مولى ابن عباس، ومطرف بن عبد الله بن الشخير، وأبي نضرة المنذر بْن مالك بْن قطعة العبدي، والوضي، ويزيد بن عبد الله بن الشخير.
- روى عنه: إبراهيم بن طهمان، وإسماعيل بن علية، وبشر بن المفضل، وحماد بن زيد، وخالد بْن عَبد اللَّه، وخالد بْن قيس، وشعبة بن الحجاج، وعباد بْن العوام، وعدي بْن عَبْد الرَّحْمَنِ الطائي، والد الهيثم بْن عدي، وغسان بْن مضر الأزدي، ومحمد بْن دينار الطاحي، ويزيد بن زريع.[1]
- الجرح والتعديل: وثّقه يحيى بن معين والنسائي، وقال أبو حاتم الرازي: «صالح»، روى له الجماعة.[1] ووثّقه محمد بن سعد البغدادي والعجلي وأبو بكر البزار، وذكره ابن حبان في كتاب الثقات.[2]